# Álgebra libre
En álgebra abstracta, el álgebra libre es el análogo no conmutativo del anillo de polinomios.  
Sea R un anillo. El álgebra libre en n indeterminadas, X1...,   Xn, es el anillo generado por todas las combinaciones lineales de los productos de las variables.  Este anillo es denotado por R<X1..., Xn>.
A diferencia de un anillo polinómico, las variables no conmutan. Por ejemplo X1X2 no es igual a X2X1.  
Sobre un cuerpo, el álgebra libre en n indeterminadas se puede construir como el álgebra tensorial de un espacio vectorial n-dimensional.  (Para un anillo de coeficientes más general, la misma construcción funciona si tomamos el módulo libre en n generadores.)  
- Datos: Q5500180